# Ruangrupa
ruangrupa, w skrócie ruru — kolektyw sztuki współczesnej z siedzibą w Dżakarcie powstały w 2000 roku.
Nazwa oznacza w wolnym tłumaczeniu z języka indonezyjskiego „przestrzeń dla sztuki”, a jej oficjalny zapis ma być zawsze złożony małymi literami i bez spacji. 
Ta indonezyjska organizacja non-profit jako główny cel działalności postawiła sobie wspieranie miejskich inicjatyw artystycznych. Ma ona polegać na prowadzeniu wystaw, festiwali, warsztatów, badań i publikacji książek, czasopism. 
ruangrupa została wybrana na dyrektora artystycznego 15. edycji prestiżowego wydarzenia documenta, które miało miejsce od 18 czerwca do 25 września 2022 roku. Grupa była pierwszym kolektywem artystycznym i drugim spoza Europy lub Ameryki, wyznaczonym na kuratora wydarzenia.